# EP Jõhvi
El JK Eesti Polevkivi Jõhvi, también conocido como EP Jõhvi, era un club de fútbol de Estonia, de la ciudad de Kohtla-Järve. Fue fundado en 1974 y desapareció en 1999.

## Historia
El club fue fundado en 1974, inicialmente con el nombre de Estonia Jõhvi. En 1977 empezó a disputar la Liga de la RSS de Estonia, campeonato honorífico que ganó en 1984. Las tres siguientes temporadas conquistó de forma consecutiva la Copa de la RSS de Estonia. En 1987 se fusionó con su rival ciudadano, el RMT, jugando durante dos años como Estonia/RMT. En 1989 recuperó el nombre de Estonia Jõhvi y en 1991 se convirtió en Eesti Polevkivi Jõhvi (EP Jõhvi) por un acuerdo de patrocinio con la compañía petrolera del mismo nombre.
Fue uno de los 14 clubes que en 1992 disputaron la primera edición de la Meistriliiga, alcanzando el subcampeonato. En 1996 llegó a la final de Copa, que perdió por 2-0 ante el JK Sadam Tallinn. Tras varias temporadas disputando la promoción de permanencia de la liga, en 1999 perdió la categoría al quedar último clasificado de Meistriliiga. Tras el descenso, el club fue disuelto.
- Datos: Q2703174